# ザ・スーパーガール
『ザ・スーパーガール』は、1979年4月2日から1980年3月17日まで東京12チャンネル（現：テレビ東京）で放映された全51話のテレビドラマ。

## 概要
警察官を辞した広瀬悠子率いる探偵事務所「スーパーガールセブン」で働く7人の女探偵の活躍を描くお色気アクションである。『プレイガール』、『プレイガールQ』の後継作品。
『プレイガール』の時代と比べて、1972年7月1日に男女雇用機会均等法（第1弾となる「勤労婦人福祉法」）が成立して女性の地位が向上し、社会進出が進み、同じ東映でも『Gメン'75』で女性刑事が登場、『女必殺拳シリーズ』でも志穂美悦子が登場して「闘う女性」という新たなヒロイン像が作り出されたこと、また1977年から日本テレビ系列でアメリカ製テレビドラマ『チャーリーズ・エンジェル』の放送が開始され、これらが本作の製作に影響を与えたとされている。『チャーリーズ・エンジェル』と同じく登場人物が元女性警察官である設定など定番プロットが受け継がれている他、ナレーターが『チャーリーズ・エンジェル』のチャーリー役の声も務めていた中村正であることから、「和製チャーリーズ・エンジェル」と評しているものもある。近藤伯雄プロデューサーは、本作は“プレイガール的な作品”なのでお色気もあるとしながらも「むしろキャリアガール的な強い女のドラマにしたい」と語っている。
2015年10月7日・同年11月11日にはDVD-BOX デジタルリマスター版のPART1・PART2が、同年11月25日にはオリジナル・サウンドトラックCDがそれぞれ発売されている。
2020年4月7日から東映チャンネルで毎週火曜15:00からと翌週火曜9:00から2話まとめて再放送された。同年11月10日毎週火曜4:00からも2話まとめて再放送された。さらに、2021年11月13日毎週土曜4:00から2話まとめて再放送され、2022年5月15日毎週日曜8:00からも2話まとめて再放送されることが決まった。

## スタッフ
- プロデューサー
  - 東京12チャンネル：近藤伯雄（1話 - 20話）、小川清澄（21話 - 47話）、時崎克彦（48話 - 51話）
  - 東映：植田泰治
- 脚本：放映リストを参照
- 脚本協力：ジャックプロダクション
- 音楽：馬飼野康二
- タイトルアニメ：東映動画
- キャラクターデザイン：石森章太郎
- 選曲：秋本彰
- 効果：原田千昭
- 擬斗：金田治[7]、西本良治郎[8]
- 撮影：高岩震、村上俊郎、高梨昇、林迪雄、瀬尾脩、利根川昇
- 助監督：杉野清史、大櫛敬介、住森正徳、工藤清、崎田憲一、荒井俊昭、息邦夫、服部光則、広西真人
- 進行主任：加藤茂、小迫進、岡田敏宏、橋本寛、久里耕介、原田良彦
- 現像：東映化学
- 美粧：入江美粧
- 衣裳：東京衣裳
- 衣裳協力：ブレッケンリッジ、ACT-1、ジャンメール・グループ、DONE吉野藤（26話 - 51話）
- 協力：日産自動車
- 製作担当：神中貞夫、鈴木勝政（1話 - 47話）、石川博（東京12チャンネル、21話 - 47話）
- プロデューサー補：星野行彦（21話 - 51話）、植竹栄作（39話 - 51話）
- ナレーター：中村正
- 監督：放映リストを参照
- 製作：東京12チャンネル、東映[注 1]

## キャスト
俳優名/役名
- 野際陽子／キャップ：広瀬悠子
探偵事務所スーパーガールセブンの所長。元婦人警官で、パリICPO勤務経験がある。
- 牧れい／長谷リエ
元交通課婦警。白バイに憧れて警官になった。運転技術は抜群で、A級ライセンスを持っている。特技は少林寺拳法で空手の有段者。
- 樹れい子／榊かおる
元少年課婦警。准看護師の資格を持っている。特技は中学生の時から始めた柔道で、後期の戦闘シーンでは投げ技を多用していた。
- 泉じゅん／白石美香
元警視庁経理課勤務。スーパーガールセブンでは財務係。趣味は下着集め。特技は中学生時代から始めた水泳で、15話で海に落とされた時も泳いで生還している。極度の近眼で開始当初は眼鏡を常時着用していた。
- 田中なおみ／並木悦子
元女子大生。最年少メンバーで、探偵事務所に憧れるあまり居ついてそのままメンバー入り。
- 山本リンダ／藤村マリ
プロカメラマン。第24話を以って「再婚してロンドンへ移住するおばに代わってスナックを継ぐ」として事務所を離れ、第26話でスナック「アルバトロス」を開店。その後第32話と第39話に登場。
- ジャネット八田／江本律子
元婦警。サブリーダーで、射撃の名手。クレー射撃でオリンピック代表選手候補になったこともある。第25話で恋人を庇って撃たれ殉職。
- 新藤恵美／早川紀子
律子、マリの抜けた穴を埋めるため悠子の招きにより第26話から加入。元レンジャー隊員の経験を活かし跳躍力があり、音を立てず走る能力を持ち、変装も得意。元特捜課勤務婦警で、駒田の部下だったが商社マンと結婚し退職するも、夫に先立たれたのをきっかけに探偵に転身。
- 日向明子／水城真弓
第26話から登場。ヌードダンサーとして勤務していたクラブでかつて万引きをして捕まった紀子と再会。「サツは嫌い」と公言し最初は非協力的だったが、やがて協力してクラブの大元の暴力団を壊滅させ、第7のメンバーとして迎えられた。元スケバンで喧嘩とナイフ投げを得意とする一方、優しい男に弱い純情な一面もある。
演じた日向明子はレギュラー入りする前に第5話に別役でゲスト出演している。
- 谷幹一／駒田精三（第1話 - 第5話、第7話 - 第10話、第12話、第15話 - 第20話、第22話、第26話 - 第32話、第34話 - 第40話、第42話 - 第44話、第46話、第48話、第50話 - 最終話）
広瀬悠子の警官時代の上司。「困った、困った」が口癖であだ名が「コマッタ警部」。番組の序盤には部下の刑事（演：三浦憲）がいた。

## 音楽
主題歌「マジカル・ナイト」
作詞：なかにし礼 / 作曲・編曲：馬飼野康二 / 唄：小野木久美子　発売：コロムビアレコード（PK-152）
エンディングテーマだが、レコードはA面扱い（B面はオープニングテーマ「ザ・スーパーガールのテーマ」）。
挿入歌
- 「ないないづくし」内藤やす子（13話）
- 「津軽海峡・冬景色」石川さゆり（19話）
- 「退屈な時」「秋からの手紙」かおりくみこ（31話）
- 「女のひとりごと」内藤やす子（41話）

## 放映リスト
| 回数 | 放送日        | サブタイトル                      | 脚本                         | 監督     | ゲスト※クレジットタイトルの表記順。 |
| ---- | ------------- | --------------------------------- | ---------------------------- | -------- | --- |
| 1    | 1979年 4月2日 | 7人のセクシーキャッツがいま激的に | 田波靖男                     | 井上梅次 | 待田京介／奈美悦子／堀田真三、桐原信介、奥野匡／角田淑子、山田光一、須賀良、八百原寿子、三浦憲、栗原敏／鈴木弘道、益田哲夫、甲斐道夫、斉藤朋彦 |
| 2    | 4月9日        | ピンクの肌は現ナマに燃えた        | 井上梅次                     | 井上梅次 | 江木俊夫／永井秀和／山本由香利、原良子／中井啓輔、山岡徹也、日吉としやす／中田博久、久保幸一、小池栄、此島愛子／山田光一、亀山達也、幸英二、町田政則、三浦憲／加藤誠、鈴木健一、斉藤朋彦、内田修司、細井芳夫                                                   |
| 3    | 4月16日       | 汚職メモ 裸の女の落し穴           | 四十物光男 江里明            | 小林義明 | 江幡高志／平泉征／富田仲次郎、藤山律子／あきじゅん、倉沢満夫、田川勝雄／岡幸次郎、山本緑、余富美子、岡本美佐子、三浦憲／栗原敏、冷水吉信、吉田昌雄、鈴木弘道                                                                                                   |
| 4    | 4月23日       | フィーバーの夜 モデルは全裸で死ぬ | 田波靖男 安斉あゆ子 江里明   | 佐伯孚治 | 藤田美保子／河津清三郎／綾川香、八名信夫、矢崎滋、田中幸四郎／広京子、浅見小四郎、若尾義昭、団巌、今村均／高橋利道、坂井務、増田哲夫、竹下誠治 |
| 5    | 4月30日       | スリラー！濡れた裸女が闇に哭く    | 田波靖男 丸田勉              | 坪島孝   | 日向明子／西田健／三浦真弓／福岡正剛、三島新太郎、水原仗二、伊藤慶子／比良元高、三浦憲、高橋利道、横山稔、隼田勇蔵 |
| 6    | 5月7日        | 狙われたリングの女王              | 田波靖男 安斉あゆ子          | 佐伯孚治 | マキ上田／頭師佳孝／土方弘、沢田勝美／佐竹一男、土山登士幸、オスマン・ユセフ／武島麻実、皆川明男、今井久、菊地敏昭、石井浩／今村均、森本浩、井上清和、岡本美登、上田三津子、宍戸まゆみ                                                                         |
| 7    | 5月14日       | 女囚脱獄 女体に仕掛けた罠         | 石川佳 井上梅次              | 井上梅次 | 矢島淳／ゴールデンハーフ・スペシャル(トミー・ナンシー・ペギー)、中村孝雄／きくち英一、加地健太郎、黒田務、鈴木健一、山本緑、三浦憲／木村修、山浦栄、小甲登枝恵、八百原寿子、佐川二郎                                                                           |
| 8    | 5月21日       | 女を襲う黒い影を追え！            | 胡桃哲 江里明                | 小林義明 | うえだ峻／井上昭文／大山いづみ、阿藤海／松本泰郎、久地明、武田博志、三浦憲／泉福之助、宮地謙吾、吉田昌雄、今村均 |
| 9    | 5月28日       | 新婚初夜の異常な出来事            | 四十物光男 江里明            | 小林義明 | 長澄修／日吉としやす／美杉玲子、西本裕行／田川勝雄、山本武、湯川勉／高橋利道、三浦憲、余富美子 |
| 10   | 6月4日        | 売春婦殺し 危うし警部             | 中野顕彰 江里明              | 高橋勝   | 中川裕季子／北原義郎、深見博／コント大平洋(市川太平・なべ雄作)、片岡五郎、田畑孝／風祭ゆき、八木景子、伊藤慶子、八百原寿子、小甲登枝恵 |
| 11   | 6月11日       | 女は一発勝負する                  | 田波靖男 安斉あゆ子          | 加島昭   | 倉石功／水原麻記／桜井浩子、近藤宏／根岸一正、岡本達哉／菊地敏昭、浦上義久、酒井務、益田哲夫、鈴木弘道 |
| 12   | 6月18日       | 白い乳房が霊をよぶ                | 井上梅次                     | 井上梅次 | 宮田雅代／多々良純／樋浦勉、大下哲矢／音羽久米子、女屋美和子、土田恵美子／五野上力、岩下経雄、高品正広、中林義明、三浦憲／洲矢晋吾、永田伯丈、平田京子、小沢正美、千田真智子                                                                                   |
| 13   | 6月25日       | 女ドラゴン 紅の必殺拳             | 松本功                       | 関本郁夫 | 山口美也子／志賀勝／水原ゆう紀、石橋雅史／杉江廣太郎、信実一徳／原田力、保科三良、八代康二、藤原友宏／小池三四郎、山口正一、山田登是、杏里加代子、岡本美登、横山稔                                                                                             |
| 14   | 7月2日        | 白昼の悪夢 レイプされた人妻は？   | 田波靖男 高橋紀子            | 小林義明 | 市毛良枝／頭師孝雄、田口計／井上博一、橘雪子／南城竜也、肥土尚弘、川辺太一郎／相馬剛三、今村均、上田大火 |
| 15   | 7月9日        | 高校生売春 決死の潜入捜査         | 江里明 丸田勉                | 佐伯孚治 | 川島めぐ、中康次／浜田晃、成瀬正／布目ゆう子 、水森こう太、堀勉／三浦憲、斉藤薫子、中野佳代子、樫村まゆみ、星純夫、高月忠／木村修、宮川みつ子、岸下雅代、蒲原敏明                                                                                              |
| 16   | 7月16日       | 裸で銃口の前に立て                | 胡桃哲 江里明                | 井上梅次 | 速水亮／早川雄三、ヤン・エリック／団しん也、佐竹一男、原田君事／小田草之助、大木史朗、団巌、マイク・ゼジュネス、ミキ・ミッチェル／加藤真琴、春田純一、斉藤朋彦、池上明治、大館輝信                                                                             |
| 17   | 7月23日       | 女囚脱獄 復讐に燃えた女体         | 山本英明 江里明              | 井上梅次 | 浅野真弓／藤木敬士、ひし美ゆり子／佐原健二、八名信夫、関山耕司／山口正一、鈴木健一、中原歩、三浦憲、久保田万作／山浦栄、山本緑、小甲登枝恵、斉藤朋彦／前島良行、杏里加代子、福島歳子、土肥潤子、平井由香理／池上明治、竹下誠治、井上清和、中屋敷鉄也、増田哲夫 |
| 18   | 7月30日       | 女子大生の異常な体験              | 四十物光男 江里明            | 高橋勝   | 吉田次昭／栗田洋子／永井秀明、高橋明／八木隆、高月忠、吉宮順一、三浦憲、新井英熙／春田純一、木村行宏、山岸伸行、山下和弘、佐藤達郎 |
| 19   | 8月6日        | 裸で狼の群れと闘え                | 松本功                       | 関本郁夫 | 佳那晃子／本郷直樹／中田博久、江見俊太郎、風祭ゆき／西塚肇、東竜明、吉原正皓／土山登士幸、伊達弘、名倉嘉子、松本泰郎、五野上力／三浦憲、今村均、浦上嘉久、益田哲夫、鈴木弘道                                                                                   |
| 20   | 8月13日       | 女の命は裸で守れ                  | 石川佳 江里明                | 佐伯孚治 | 竹田かほり／黒部進、三角八郎／風戸佑介、加藤大樹／関谷ますみ、谷本小代子、伊達弘、畑中猛重 ／木村修、志田勝司、津山栄一、佐藤昇、生江和夫 |
| 21   | 8月20日       | 通り魔パニック 真夜中の恐怖       | 田波靖男 安斉あゆ子          | 加島昭   | 西田健／小川亜佐美、溝口舜亮／橘麻紀、茜ゆう子、小倉雄三／黒田務、広京子、須賀良、皆川明男／長谷川広、岩城一男、村上潤 |
| 22   | 8月27日       | 花嫁強奪 殺しの前に裸をうばえ     | 山本英明 江里明              | 佐伯孚治 | 頭師佳孝／伊佐山ひろ子、早川絵美／菅野直行、土門峻、無双大介／山田光一、木村修、美原亮三、立川良一／山田吾一 |
| 23   | 9月3日        | 暴力の街に女体を賭けろ            | 松本功                       | 高橋勝   | 丹波義隆／原口剛、野口貴史／野口元夫、成瀬正／島村謙次、畑中猛重、九重ひろ子、谷本小代子／津山栄一、斉藤隆、町田政則、川辺太一朗、藤田たけし／千野みどり、福島歳恵、新井英熙、岡本美登、吉田昌雄／永井智雄                                                     |
| 24   | 9月10日       | 人妻売春 女が泣いたレイプの罠     | 筒井ともみ 田波靖男          | 小西通雄 | 井上高志／深江章喜／樋口和子、青山恭子／江角英明、大下哲矢／萩原伸二、久保田万作、佐々木修平、相馬剛三、高野隆志 |
| 25   | 9月17日       | さらば女豹 女がすべてを賭ける時   | 田波靖男 安斉あゆ子          | 村山新治 | 川地民夫／浜田晃、杉江廣太郎／日恵野晃、佐竹一男、堀礼文／阿部健多、山本緑、山浦栄、水原仗二、山口正一郎／吉宮慎一、星純夫、吉田昌雄、田波正則、戸田信太郎／横森久                                                                                             |
| 26   | 9月24日       | 新探偵 売春組織の罠を暴け         | 石川孝人 江里明              | 小林義明 | 井上昭文／加山麗子、菅貫太郎／滝川潤、岡幸次郎、石井茂樹／久地明、幸英二、森愛、中野佳代子／石井浩、菊地敏明、春田純一、樫村まゆみ、上田三津子、山本相時 |
| 27   | 10月1日       | 夜の診察室 浮気に燃える人妻       | 山本英明 江里明              | 佐伯孚治 | 三角八郎／川代家継、志方亜紀子／北原義郎、川崎あかね／力石考、沢田勝美／五野上力、泉福之助、新井英熙、栗原敏、津田美津代、平野真理 |
| 28   | 10月8日       | 集団売春 地獄の密猟ルート         | 松本功                       | 高橋勝   | 清水章吾／倉吉朝子、石井雪絵／矢崎滋、藤山浩二／森章二、幸田宗丸、深見博／桑原一人、永井雅春、竹下誠治、横山実／杏里加代子、川村京子、岩下雅代、篠原紀子／志穂美悦子※ノンクレジット                                                                            |
| 29   | 10月15日      | 全裸殺人 謎のマッサージ師         | 田波靖男 安斉あゆ子          | 井上梅次 | 野平ユキ／玉川伊佐男、中島葵／黒部進、佐藤晟也、信実一徳／瀬良明、久地明、木村修、宮城健太狼／清水照夫、鈴木健一、栗原敏、高野隆志／徳田雅之、松川純、井上清和、沢田祥二                                                                                       |
| 30   | 10月22日      | 襲われた女子大生 恐怖の24時間     | 石川孝人 江里明              | 井上梅次 | 永井秀和／川合伸旺／史織ゆき、溝口舜亮、相澤錦之助／大木史朗、水澤摩耶、工藤光子、伊達弘、大辻慎吾／小畑あや、佐藤弥生、島村卓志、伊藤京子、望月昭治／川村鉄平、小山昌幸、岡本美登、戸田信太郎                                                                 |
| 31   | 10月29日      | 異常夫婦の危険なレイプ            | 四十物光男 江里明            | 加島昭   | 梅津栄／鳥居恵子／神太郎／大泉滉、鳥巣哲生／谷本小代子、佐川二郎、仲塚康介、森佑介、大谷源三郎／かおりくみこ |
| 32   | 11月5日       | 告白・女子大生 衝撃のエロス       | 松本功                       | 小林義明 | 蟹江敬三／早川保、汐路章／好井ひとみ、川島めぐ、三崎奈美、水森コウ太／安藤三男、桑崎晃男、町田政則、山崎友起子、伊達弘／星純夫、宮地謙吾、大泉公孝、新井英騎、井上邦道                                                                                         |
| 33   | 11月12日      | 人妻蒸発 裏切りの肌は燃えて       | 田波靖男 筒井ともみ          | 佐伯孚治 | 山本麟一／志麻いづみ／片桐竜次、高杉玄／佐竹一男、三井恒、梓よう子／幸英二、上野綾子、重盛てる江、五野上力、相馬剛三／山田光一、山浦栄、比良元高、春田純一、蒲原敏明                                                                                           |
| 34   | 11月19日      | 人妻告白 二人の夫を持つ女         | 山本英明 江里明              | 小林義明 | 赤座美代子／ 入江洋祐、松山照夫／堀勝之祐、三重街恒二、平沢公太郎／相馬剛三、水原仗二、斉藤晴彦／木村修、山浦栄、小篠一成、伊川東吾／伊波雅子、岩井ひとみ、岡本美登、春田純一                                                                                  |
| 35   | 11月26日      | 浮気調査 女の密室午前0時          | 田波靖男 安斉あゆ子 井上梅次 | 井上梅次 | 藤木敬士／中田博久、新井和夫／大山いづみ、池田広法／北九州男、小林恵美子、黒田務、ラッキー・パンチ／栗原敏、久木念、高畑次郎、斉藤朋彦 |
| 36   | 12月3日       | 夜の女子寮 狙われたチアガール     | 石川孝人 江里明              | 高橋勝   | 佐原健二、遠藤征慈／和田瑞穂、風祭ゆき／有明祥子、石川えり子／河村弘二、吉原正皓、滝沢双／原田力、田川勝雄、高田早苗、荻田晴美／益田哲夫、鈴木弘道、吉田昌雄                                                                                                   |
| 37   | 12月10日      | 夜の処刑台 レイプされた女刑事     | 四十物光男 江里明            | 加島昭   | 久富惟晴／吉岡ひとみ／山本昌平、八名信夫／多宮健二、保科三良、きくち英一／伊達弘、山口正一郎、今村均、菅野史一 |
| 38   | 12月17日      | 結婚詐欺 誘惑の甘いメロディー     | 安斉あゆ子 田波靖男          | 佐伯孚治 | 中島葵／飛鳥裕子／斉藤晴彦／長谷川弘、田中幸四郎、大木史朗／相馬剛三、木村修、伊藤よし乃、情野一郎／松本清、高橋利道、竹下誠治、関根直秀、益田哲夫 |
| 39   | 12月24日      | 人妻売春 秘密クラブの黒い罠       | 田波靖男 筒井ともみ          | 近藤幸彦 | 奈三恭子、渡辺とく子／深江章喜、井上博一／茜ゆう子、夏川大輔、守屋俊志／萩原伸二、藤春枝、広京子、田畑孝／新井英騎、萩原賢三、藤田渓、山田光一、大野和浩／高野隆志、山浦栄、ジョン・フェガン、栗原敏                                                           |
| 40   | 1980年 1月1日 | 全裸殺人 真夜中の訪問者           | 田波靖男 安斉あゆ子          | 加島昭   | 中川裕季子／梅津栄、川代家継／大下哲矢、伊達三郎、八木隆／梓よう子、小桜しじみ、団巌、畑中猛重／塚田実、城山いづみ、舟久保信之、長谷川広、伊藤慶子／益田哲夫、岡本美登、沢田祥二、崎津均、戸田信太郎                                                           |
| 41   | 1月7日        | 女の肌は三億円の秘密金庫          | 松本功                       | 関本郁夫 | 片桐竜次、有明祥子／浜田晃、信実一徳／久遠利三、根本俊二、島村謙次／相馬剛三、吉宮慎一、音羽千佳子、樫村まゆみ、長谷部緑／伊藤慶子、高橋公子、八百原寿子、木村修、藤本伸二／持原洋樹、佐藤昇、赤石富和、稲葉裕之、鬼沢五郎                                     |
| 42   | 1月14日       | 一夜妻 想い出の愛に燃えて         | 石川孝人 江里明              | 佐伯孚治 | 宮井えりな／石山律雄／長谷川弘、伊東平山／福田公子、野口元夫／原田君事、徳弘夏生、星野暁一、町田政則、谷本小代子、水原仗二／長谷川広、五野上力、伊藤よし乃、泉福之助、佐川二郎                                                                                 |
| 43   | 1月21日       | トルコ嬢殺人事件                  | 四十物光男 江里明 井上梅次   | 井上梅次 | 樋浦勉／江角英、野口貴史／三島新太郎、深見博、大木史朗／朝霧友香、細谷有喜子、城山いずみ、鈴木健一／勝光徳、舟久保信之、五野上力、泉福之助／小甲登枝恵、斉藤朋彦、益田哲夫、麻生茂                                                                             |
| 44   | 1月28日       | 夜の手配師 女は月曜に嘘をつく     | 山本英明 江里明              | 加島昭   | 渡辺やよい／水森コウ太、内田勝正／森村明美、吉原正皓、岡部正純／原田力、田川勝雄、青都潤吾、伊達弘／相馬剛三、山田光一、水原仗二、山浦栄、小島みみ／横井功三、横山稔、井上清和、岡本美登                                                                       |
| 45   | 2月4日        | 女囚エレジー 愛の終着駅           | 筒井ともみ 田波靖男          | 高橋勝   | 根岸とし江／溝口舜亮／東龍明、早川研吉／井上三千男、河合絃司、栗田八郎／高崎良三、樋口くみ子、浦新太郎、伊藤慶子／喜多川務、戸田信太郎、長谷川広、土肥潤子、蒲田修                                                                                             |
| 46   | 2月11日       | 夜の修道院 黒い衣に秘めた白い肌   | 松本功 井上梅次              | 井上梅次 | 浅野真弓／斉藤真、なつきれい／三宅邦子、中井啓輔／藤春枝、桑原恵子／久地明、山口正一郎、今村均、あららぎ遊子／細谷有喜子、関田恵子、八百原寿子、鈴木謙一 |
| 47   | 2月18日       | 夜の課外授業 危険を売る少女       | 安斉あゆ子 田波靖男          | 小西通雄 | 井原千寿子／栗田洋子、相澤錦之助／八名信夫、成瀬正／神ひろし、石井茂樹、遠藤薫／幸英二、八百原寿子、佐川二郎、高橋仁、佐藤昇／赤木燿、鬼沢吾郎、木村修、益田哲夫、古賀弘文、小林操                                                                             |
| 48   | 2月25日       | 夜が憎い 黒い罠にかかったO.L      | 四十物光男 江里明            | 佐伯孚治 | 沢井桃子／小野進也／守屋俊志、三井恒、徳弘夏生／久保田鉄男、松山武由、永井雅春、松尾文人／熊谷真利子、星野幸子、長谷部緑、水原仗二、山田光一／比良元高、高野隆志、皆川明男、井上清和、古賀弘文、江島和幸                                                       |
| 49   | 3月3日        | 入試地獄は詐欺の季節              | 安斉あゆ子 田波靖男          | 小西通雄 | 高林由紀子／原良子／堀田真三、北原義郎、滝奈保栄／幸田宗丸、樋口和子、音羽千佳子、上野綾子／会田由来、小山友成、畑中猛重、佐藤公一、河合絃司、石田庸子／小甲登枝恵、久木稔、小林操、高橋利道、大家博、木村修                                                   |
| 50   | 3月10日       | 浮気の代償 お金といのち           | 松本功                       | 近藤幸彦 | 佐藤仁哉／山岡徹也、山本昌平／根岸一正、花房徹／沢田勝美、此島愛子、八木景子／浅見小四郎、木村修、清水照夫、杏里加代子／泉福之助、戸田信太郎、甲斐道夫 |
| 51   | 3月17日       | 時限爆弾 タイムリミット1分前      | 池田一朗 江里明              | 加島昭   | 佐々木孝丸、汐路章／木田三千雄、上田耕一、友金敏雄／池田広法、阿部健多、村尾幸三、桑崎晃男／大熊英之、萩原徹也、内堀由規、森佑介、新井英騎／原田力、谷本小代子、相馬剛三、須賀良、溜健二、木村修／高野隆志、佐々木修平、山浦栄、平井雅士、高橋利道             |

## 特記事項
- スーパーガールセブン事務所の外観は港区六本木の「セントラル乃木坂」が使用されていた。※劇中では港区にある「みなみマンション」の7階に事務所がある設定であった。
- 車輌協力は日産自動車が行っていたため、メンバーの乗る車両は同社の広報車が使用されていた。

フェアレディZ S130型 200Z-L 2by2（イエロー）
パルサー N10型 4ドアセダン・1200TS（ホワイト）、2ドアクーペ・1400TS-X（レッド）
パトロール 60型2代目 ショート・ソフトトップ（グレー）
- その他の登場車両として、本作終了後に放映されたテレビ朝日系列の「非情のライセンス（第3シリーズ）」にて会田刑事が乗るローレル C231型 1800SGL（シルバー）、フジテレビ系列の「大捜査線シリーズ・追跡」で中林刑事が乗るセドリック 430型 280Eブロアム（ブラウン）等が先行で本作へ提供されていた。

## 放送局
| 放送対象地域   | 放送局                 | 放送日時                                                                 | ネット状況 |
| -------------- | ---------------------- | ------------------------------------------------------------------------ | ---------- |
| 関東広域圏     | 東京12チャンネル（TX） | 月曜 21:00 - 21:54                                                       | 制作局     |
| 北海道         | 北海道文化放送（UHB）  | 金曜 23:55 - 翌0:50                                                      | 遅れネット |
| 秋田県         | 秋田テレビ（AKT）      | 月曜 23:55 - 翌0:50                                                      | 遅れネット |
| 宮城県         | 仙台放送（OX）         | 金曜 23:50 - 翌0:44                                                      | 遅れネット |
| 福島県         | 福島中央テレビ（FCT）  | 土曜（金曜深夜） 0:20 - 1:14                                             | 遅れネット |
| 長野県         | 長野放送（NBS）        | 水曜 23:50 - 翌0:45                                                      | 遅れネット |
| 山梨県         | テレビ山梨（NBS）      | 土曜 13:30 - 14:25                                                       | 遅れネット |
| 静岡県         | テレビ静岡（SUT）      | 土曜（金曜深夜） 0:50 - 1:44                                             | 遅れネット |
| 富山県         | 富山テレビ（T34）      | 日曜（土曜深夜） 0:15 - 1:09                                             | 遅れネット |
| 石川県         | 石川テレビ（ITC）      | 月曜 23:50 - 翌0:44                                                      | 遅れネット |
| 福井県         | 福井テレビ（FTB）      | 火曜 23:50 - 翌0:45                                                      | 遅れネット |
| 中京広域圏     | 中京テレビ（CTV）      | 日曜 22:30 - 23:24                                                       | 時差ネット |
| 奈良県         | 奈良テレビ（TVN）      | 水曜 22:00 - 22:53                                                       | 遅れネット |
| 京都府         | KBS京都（KBS）         | 月曜 21:00 - 21:54                                                       | 同時ネット |
| 兵庫県         | サンテレビ（SUN）      | 月曜 21:00 - 21:54                                                       | 同時ネット |
| 和歌山県       | テレビ和歌山（WTV）    | 月曜 21:00 - 21:54                                                       | 同時ネット |
| 鳥取県・島根県 | 山陰中央テレビ（TSK）  | 水曜 23:50 - 翌0:45                                                      | 遅れネット |
| 山口県         | テレビ山口（TYS）      | 月曜 23:35 - 0:29                                                        | 遅れネット |
| 岡山県・香川県 | 西日本放送（RNC）      | 土曜（金曜深夜） 0:25 - 1:19                                             | 遅れネット |
| 福岡県         | テレビ西日本（TNC）    | 日曜（土曜深夜） 0:35 - 1:24                                             | 遅れネット |
| 佐賀県         | サガテレビ（STS）      | 金曜 23:55 - 0:49（1979年5月時点） → 日曜 15:00 - 15:55（1980年3月時点） | 遅れネット |